# Клады России
Клады России — клады, найденные и приобретённые в различные периоды времени на территории России. С момента первых находок и до настоящего времени  найдены тысячи кладов, наиболее крупные из них описаны ниже.

## Определение термина и его значение
Кладом называется любая ценная вещь без установленного собственника, намеренно сокрытая и обнаруженная по истечении определённого времени. Ценность клада определяется двумя основными критериями: стоимостью находки в денежном эквиваленте и её значимостью в культурном аспекте. В археологии клад называется закрытым археологическим комплексом – набором предметов, одновременно попавших в культурный слой и сохранившиеся в нетронутом виде до момента их обнаружения. 
Находки кладов делятся на несколько типов: культовые (погребальный инвентарь), вещевые (драгоценности, утварь, элементы одежды, вооружение), монетные (содержащие определённые суммы денег) и т.п.  Клады являются редким и информативным видом археологических источников, например, при находках украшений и орудий труда в культурном слое каменного века. Вещевые клады дают информацию о торговых связях междуплеменных сообществ, их культуре, самобытности
или степени влияния других народов в данном регионе. Монетные клады, особенно крупные находки, представленые нумизматическим материалом нескольких поколений  верховной власти, позволяют уточнить датировку, регионы влияния, монетные дворы, годы чеканки и другие малоизвестные аспекты правящих династий. 
Например, до середины 1970-х годов было известно 985 золотоордынских кладов, в настоящее время известно уже 1163 описанных кладов этого периода. Крупнейший из них — Каратунский клад XIV века, позволил Г. А. Федорову-Давыдову установить, что Булгар — первый город в Золотой Орде, начавший чеканку и один из самых крупных центров ремесла и торговли в этом государстве.  Клад содержал монеты золотоордынских джучидов и иранских джалаиридов, в нём представлены все ханы XIV века от Узбек-хана до Пулада, особенно много монет Тохтамыша. Исследование этого клада имеет огромное значение для истории Поволжья, Крыма и Кавказа. 
Клад боспорских монет из раскопок Фанагории в 2005 году датируется V веком до н. э. — это самый ранний из всех известных серебряных кладов в Северном Причерноморье. Изучение этой находки проясняет датировку начала чеканки на  Боспоре.

## История

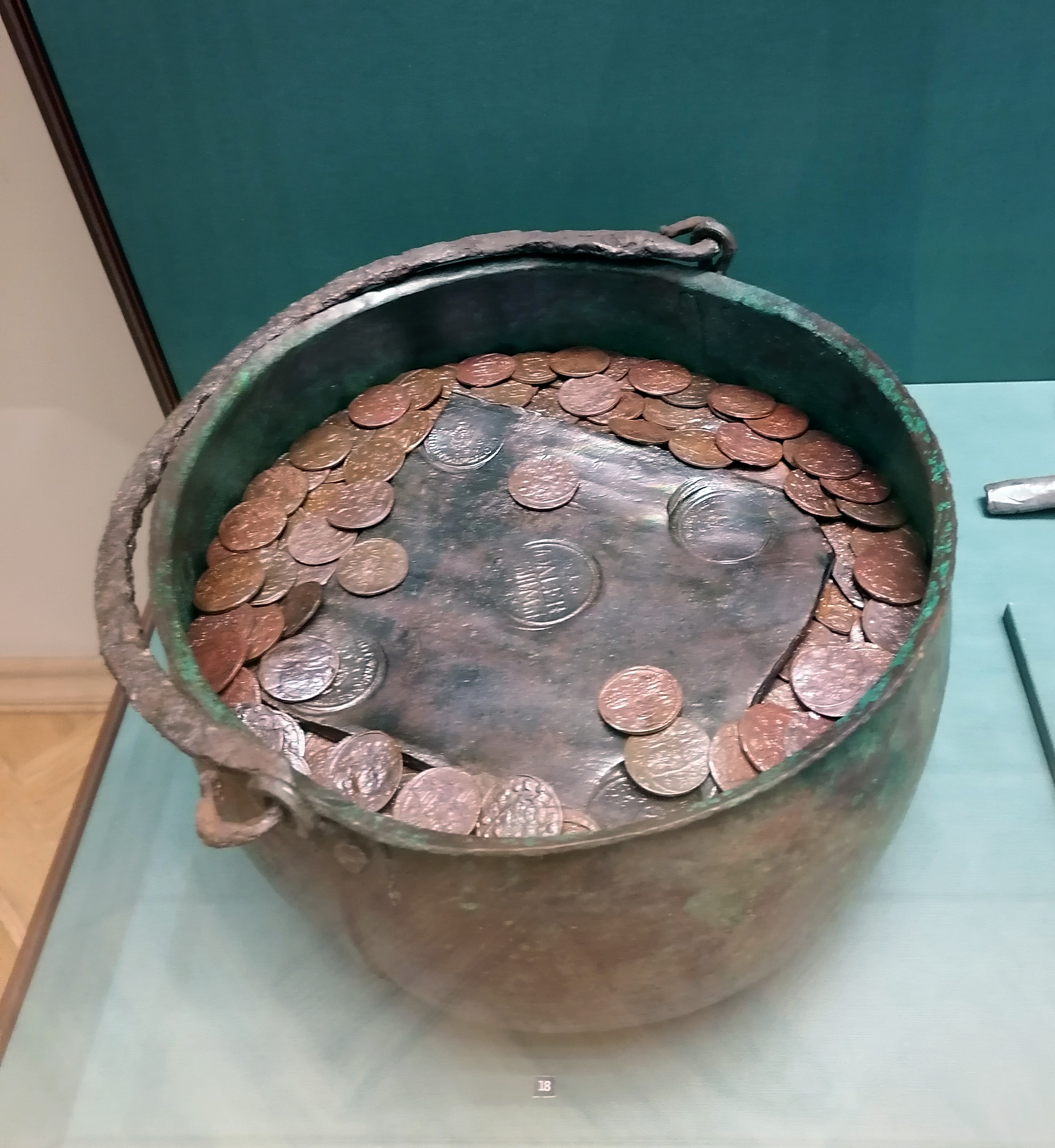
Клад со шведскими монетами XVII века, найденный в Сосновом Бору в 1972 году. Государственный Эрмитаж.

Первые сведения о кладах фиксируются ещё в русских летописях с XI века, фактические находки известны с XVII века. Систематизированная информация о находках кладов появляется в трудах Археологической комиссии с 80-х годов XIX века. 
Клады сыграли важную роль в «археологическом буме» XIX века, посужив основой многочисленных музейных и частных коллекций. Одним из первых собраний древностей является Сибирская коллекция Петра I. Другими известными ценителями археологических и нумизматических древностей были М.П. Погодин и С.Г. Строганов, чьи собрания ныне находятся в Эрмитаже. Коллекции А. Д. Чертикова и графа Уварова приобрёл Исторический музей, а коллекция М.П. Боткина пополнила фонды Эрмитажа и Русского музея.
Коллекционированием монет боспорского периода занимался князь А.А. Сибирский, позже его собрание приобрёл великий князь А. М. Романов — обладатель собрания античной керамики Крыма и обширной нумизматической коллекции. После революции его античная коллекция была национализирована и распределена по крымским музеям.
До 1910 года в Российской империи было найдено 274 клада куфических (арабских) монет. К 1950-м годам было найдено 175 кладов древнерусского периода IX-XIII вв., из которых о 50 практически ничего неизвестно. К 2014 году количество описаных древнерусских кладов возрасло до 261.

### Крупнейшие клады найденные до революции
- В 1814 году был обнаружен клад на Ходынском поле, который содержал около 10 000 русских монет XVII века в стеклянной ёмкости.[11]

- Екатеринославский клад 1851 года из 14 350 серебряных джучидских монет стал первой крупной находкой этой эпохи и по распоряжению Л. А. Перовского поступил в собрания Эрмитажа, мюнцкабинета Академии наук и Императорское Русское археологическое общество.[12]

- Мало-атряский клад, найденный в 1856 году, состоял из 10 000 джучидских монет XIV века. Известен в литературе под названием «Тетюшского клада».[13]

- Самым ценным кладом времён Российской империи стало обнаружение монастырской казны в Успенском соборе Киево-Печерской лавры в 1898 году. В пяти ёмкостях находилось 16079 монет XVI—XVII веков, медалей и жетонов, в том числе 6184 золотых (весом 27,43 кг) и 9895 серебряных (весом 273,44 кг). Большинство монет клада составляли голландские и испанские золотые дукаты (3996 экз.), и серебряные талеры (8650 экз). Остальная часть клада представлена монетами из Австрии, Германии, России, Польши, Италии, Франции, Швеции, Трансильвании, Венгрии, Дании, Испании и Турции. Эрмитаж приобрёл 3114 экземпляра монет (1443 золотых и 1671 серебряных), остальная часть монет Лаврского клада была продана в 1900—1910 годах фирме Гесса (Франкфурт на Майне) и фирме Шульмана (Амстердам), а также частным коллекционерам.[14]

- В 1909 году при земляных работах на Ильинской улице были найдены два кувшина с серебряными  монетами XVII в. весом 21 фунт 36 золотников (8,6 кг) — приблизительно 22 000 монет. 24 экземпляра из клада были переданы в Эрмитаж и 23 в императорское Русское археологическое общество, остальные возвращены находчикам.[15]

- В 1911 году на Кривоникольсом переулке в Москве был найден клад в двух глиняных кувшинах. В кладе было 10 фунтов 60 золотников (4 кг) монет — около 9000 зкземпляров.[16]

- В 1913 году во дворе строившегося дома на ул. Солянка на глубине свыше 2 м был найден клад в глиняном горшке весом 13 фунтов 81 золотник (5,5 кг) — приблизительно  9 000 экземпляров монет XVI—XVII вв. Клад был осмотрен Археологической комиссией и возвращён находчику.[17]

- В 1915 году в селении Пороховые в С-Петербурге, во время проведения земляных работ были найдены две дубовые бочки, в которых было 13 пудов 20 фунтов (220 кг) медных шведских монет XVII века. После осмотра монет Археологической комиссией, они, как не имеющие нумизматической ценности были возвращены  находчикам. [18]

## Крупнейшие клады России
| Название                       | Год находки         | Эпоха                          | Описание |
| Вещевые клады                  | Вещевые клады       | Вещевые клады                  | Вещевые клады |
| ------------------------------ | ------------------- | ------------------------------ | --- |
| Сокровища Юсуповых             | 1925 г.             | Российская империя             | В замурованном помещении под лестницей найдено 7 сундуков и ящиков — больше тонны серебра и 13 кг золота, одних украшений было на 210 кг. Предметы из клада содержали старинные ковши и кубки, две сотни серебряных чарок, три огромных лебедя из серебра, 25 колье (с 63 изумрудами и 87 бриллиантами, сапфирами, рубинами и жемчугом), 255 платиновых и золотых брошей с драгоценными камнями, 13 диадем, 42 браслета, 43 кулона, 19 золотых цепей и др. Стоимость находок была оценена в 5 млн. рублей, что на тот момент времени составляло около $2,5 млн. |
| Нарышкинский клад              | 2012 г.             | Российская империя             | Клад из 2168 серебряных и золотых предметов XVIII—XIX вв: сервизы, столовые приборы, канделябры, ювелирные изделия и ордена. Вес клада составляет 412 кг. Находка хранится в фонде Государственного музея-заповедника Царское Село. Стоимость клада оценена в €4 млн. или 189,5 млн руб. |
| Сарматское золото              | 1986—1990 2004—2014 | Сарматы                        | Раскопки проводились двумя экспедициями на протяжении многих лет. Найдено около тясячи золотых предметоа. Железные и бронзовые предметы вооружения: мечи типа акинак, топоры-клевец, многочисленные наконечники от стрел, элементы железного шлема и ламеллярного доспеха. Утварь и украшения в традициях скифо–сибирского звериного стиля: позолоченные фигурки животных, браслеты, подвески, серьги. Находки хранятся в Уфимском музее археологии и этнографии и Оренбургском историко-краеведческом музее.                                                   |
| Симферопольский клад           | 1965 г.             | Золотая Орда                   | Клад из 328 серебряных и золотых предметов XIV—XV вв. весом 2,5 кг: браслеты, амулеты-медальоны, подвески головного убора типа бокки, ожерелье из сердоликовых и жемчужных бусин, поясная гарнитура, различная утварь и несколько золотых монет. Находка хранится в фонде Государственного исторического музея. |
| Большой Кремлёвский клад       | 1988 г.             | Великое княжество Владимирское | Клад содержит 287 предметов — серебряных украшений XIII века: височные кольца, шейные гривны, браслеты, амулеты-медальоны, 11 перстней (один золотой), три серебряных слитка-гривны и др. Находка хранится в Государственном историко-культурном музее-заповеднике Музеи Московского Кремля |
| Золотые клады                  |                     |                                | |
| клад Большого Гостинного Двора | 1965 г.             | Российская империя             | при строительных работах рабочими найдено 8 золотых слитков весом 128 кг. |
| клад на ул. Щепкина            | 1962 г. 1964 г      | Российская империя             | При расчистке траншеи для теплосети рабочие нашли 5 золотых слитков 96-й пробы общим весом около 18 кг. Через два года в траншее для газовых труб был обнаружен ларец, в котором лежали 311 золотых предметов. |
| клад на Тверском бульваре      | 1957 г.             | Российская империя             | При замене пола в старом особняке были обнаружены 3 золотых слитка общим весом 7,5 кг. |
| клад c ул. Знаменка            | 1994 г.             | Российская империя             | клад из 552 золотых монет XIX–XX веков найден строителями в подвале старого дома. |
| клад из Астрахани              | 1990 г.             | Русское царство                | Клад найден рабочим при строительных работах на набережной Астрахани. Находка состояла из 389 золотых голландских дукатов и 17 000 серебряных русских монет 17 века. |
| клад из Курска                 | 2007 г.             | Российская империя             | При ремонте дома найдена бутылка с 260 золотыми монетами XIX–XX веков. К сожелению, позже, клад был похищен. |
| клад из Славянска-на-Кубани    | 1989 г.             | Византия                       | Клад обнаружен трактористами при распашке поля, находка состояла из 207 золотых византийских солидов VIII века, переданных в Краснодарский государственный историко-археологический музей-заповедник имени Е. Д. Фелицына. |
| клад у Церкви Харитона         | 1900 г.             | Российская империя             | В земле найден клад из 152 золотых монет 1764-1778 годов (28 пятирублёвых экземпляра и 124 десятирублёвых). |
| клад из Москвы.                | 2018 г              | Российская империя             | клад из 146 золотых монет найден в старой квартире. |
| клад с Переведеновского тупика | 1971 г.             | Российская империя             | При ремонте пола в старом доме было найдено 123 золотые монеты (13 пятнадцатирублёвые, 45 червонцев, одна монета в 7,5 руб и 64 пятирублёвых монеты). |
| Мирмекийский клад              | 2003 г.             | Боспорское царство             | При археологических раскопках обнаружен клад с 99 электровыми (сплав золота с серебром) монетами. |
| клад с Костянского переулока   | 2019 г.             | Российская империя             | В подвале снесённого здания найден клад из 60 золотых монет Николая II |
| Монетные клады                 |                     |                                | |
| клад Старого Гостинного двора  | 1996 г.             | Русское царство                | Найдено два кувшина, в которых лежали 95 429 русских серебряных монет и 335 западноевропейских талеров, а также 16 серебряных столовых приборов — чарка, девять чаш и шесть стаканов. Монеты XVI—XVII вв. чеканились в период правления царей от Ивана Грозного до Михаила Фёдоровича. Находка хранится в фонде музея Москвы. |
| соборный клад из Вологды       | 1951 г.             | Русское царство                | При сносе церкви обнаружено 46 694 серебряных монет и 22 талера XVI-XVII веков. Находка хранится в фонде Вологодского музея-заповедника. |
| клад Зарядья                   | 2015 г.             | Русское царство                | Найдено три глиняных сосуда с 43 000 серебряными монетами XVI—XVII вв., вес клада 20,6 кг. Находка хранится в фонде музея Москвы. |
| клад у Спасской башни          | 1939 г.             | Русское царство                | В земле найдены два металлических сосуда с 33 000 экземплярами русских монет XVII века. |
| Каратунский клад               | 1986 г.             | Золотая Орда                   | Клад состоит из 24 200 серебряных джучидских монет XIV века — дирхем, вес клада — 32,4 кг. Крупнейший клад золотоордынского периода, в кладе представлены монеты всех ханов XIV века. Находки хранятся в фондах Национального музея Республики Татарстан. |
| Апастовский клад               | 1954 г.             | Золотая Орда                   | Клад содержал около 20 000 серебряных и 20 золотых монет. Хранился в Институте языка, литературы и искусства имени Галимджана Ибрагимова и к сожелению был расхищен. |
| соборный клад из Устюжны       | 1936 г.             | Российская империя             | В подполье собора Рождества Богородицы было найдено несколько мешков с медными монетами весом 800 кг и 2,5 кг серебряных монет XVIII—XX вв. 1647 монет из этого клада составили нумизматическую коллекцию Устюженского краеведческого музея. |
| клад Анапы                     | 2013 г.             | Боспорское царство             | Клад из двух керамических сосудов содержал 22 000 медных пантикапейских монет. Находка была приобретена на аукционе для Археологического музея Горгиппия. |
| клад на станции Новокузнецкая  | 1970 г.             | Русское царство                | Клад найден при строительных работах на станции метро, в горшке находилось 19 737 монет XVII века. Находка хранится в фонде Государственного исторического музея. |
| клад п. Солёный                | 2003 г.             | Боспорское царство             | Клад найден в античном поселении Соленый-3 и содержал около 15 000 бронзовых боспорских монет IV—I вв. до н.э. |
| клад с хоры Фанагории          | 2007 г.             | Боспорское царство             | клад пантикапейских монет IV–I веков до н.э. найденный сотрудниками Фанагорийской экспедиции ИА РАН, содержал 7902 медные монеты и одну серебряную. |
| соборный клад из Юсово         | 2008 г.             | Российская империя             | Монетный клад найден в подполье храма Михаила Архангела, находка состояла из 7986 монет, из которых более 700 серебряных, остальные – медные. |
| клад Воронцово Поля            | 1949 г.             | Русское царство                | При земляных работах найден клад русских монет XVI—XVII вв. в количестве 7847 экземпляров общим весом 4,339 кг. Находка хранится в фонде Государственного исторического музея |
| клад из Пскова                 | 2016 г.             | Российская империя             | Клад состоял из 5640 предметов и кроме богатой коллекции монет содержал два серебряных подстаканника, кубок, бокалы с вензелями Екатерины и ордена. Первоначально считалось, что клад мог принадлежать Ф. М. Плюшкину, однако позже выяснилось, что владельцем этой коллекции был Александр Семёнович Хвоинский – член Псковского археологического общества. В 2022 году экспонаты из этого клада были представлены на выставке «Клады великих потрясений: от Русского царства к Российской империи» в Псковском музее-заповеднике.                             |